# 84100 Farnocchia
84100 Farnocchia este un asteroid din centura principală de asteroizi.

## Descriere
84100 Farnocchia este un asteroid din centura principală de asteroizi. A fost descoperit pe 3 septembrie 2002 la Campo Imperatore, în cadrul proiectului CINEOS. Asteroidul prezintă o orbită caracterizată de o semiaxă mare de 2,73 ua, o excentricitate de 0,20 și o înclinație de 5,8° în raport cu ecliptica.